# Einstein on the Beach

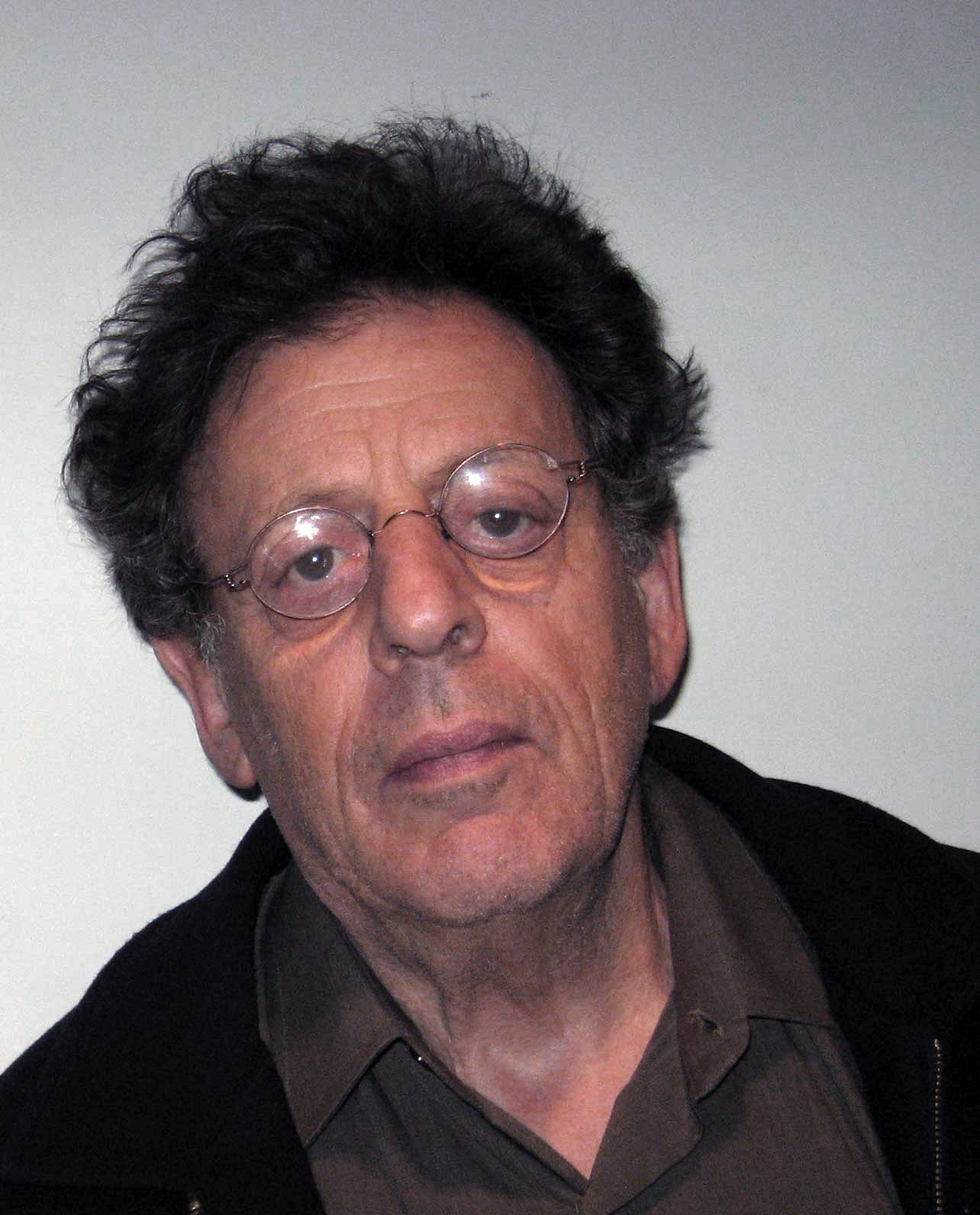
Philip Glass

Einstein on the Beach is een opera geschreven door Philip Glass en ontworpen en geregisseerd door theaterproducent Robert Wilson. De opera bevat ook teksten van Christopher Knowles, Samuel M. Johnson en Lucinda Childs. Einstein on the Beach wordt door Glass beschreven als een “Opera in vier scènes voor ensemble, koor en solisten.”
Dit is de eerste en langste opera van Glass; hij duurt ongeveer vijf uur (iets minder dan 3,5 uur op cd) zonder pauzes. Vanwege de duur van de opera mochten de bezoekers komen en gaan wanneer ze wilden.
Einstein is geen opera waarin een doorlopend verhaal verteld wordt. Zoals Philip Glass het zelf stelt: "In wezen is Einstein niet-verhalend, puur artificieel theater, waarin de verhalende functie volledig is verschoven: van het 'vertellen' van een verhaal naar het 'ervaren' van een verhaal. De tijd zelf is het onderwerp." De titel is gebaseerd op een foto van Albert Einstein op het strand. On the Beach verwijst naar het boek On the Beach van Nevil Shute waarin de vernietiging van de mensheid door een nucleaire oorlog het thema is. Het oorspronkelijke idee voor de titel was Einstein on the Beach on Wallstreet, maar werd later ingekort.
De partituur van Einstein was de eerste in een serie van drie los met elkaar verbonden opera's. Hij werd gevolgd door Satyagraha (1980) en Akhnaten (1983). Deze drie opera's zijn door Glass beschreven als "portret"-opera's, die verhalen over mannen wier persoonlijke visies het denken van hun tijd veranderden door de kracht van hun ideeën en niet hun wapens.
De opera was een geschenk van de Franse overheid aan de Verenigde Staten van Amerika ter gelegenheid van het 200-jarige bestaan van de VS.

## Uitvoeringen
Einstein on the Beach ging in première op 25 juli 1976 tijdens het Avignon Festival in Frankrijk, uitgevoerd door het Philip Glass Ensemble. De opera werd die zomer ook uitgevoerd in Hamburg, Parijs, Belgrado, Venetië, Brussel en Rotterdam. In november 1976, werd Einstein uitgevoerd in het Metropolitan Opera House in New York. In de jaren 80 en 90 werden verschillende uitvoeringen van de opera gegeven. In 2012 werd de opera opnieuw geproduceerd door Pomegranate Arts in de oorspronkelijk versie (met onder anderen Lucinda Childs). Er werden optredens gegeven in Montpellier (Frankrijk), Reggio Emilia (Italië), Londen, Toronto, New York, Berkeley (Californië), Mexico City en (in januari 2013) door De Nederlandse Opera in het Muziektheater in Amsterdam.

## Compositie
Glass en Wilson besloten gezamenlijk te werken aan een opera van vier à vijf uur lengte, gebaseerd op een historische figuur. Aanvankelijk stelde Wilson Charlie Chaplin of Adolf Hitler voor, die door Glass onmiddellijk werden verworpen. Hij stelde Mahatma Gandhi voor, die later de centrale figuur in zijn opera Satyagraha zou worden. Uiteindelijk werd Albert Einstein het compromis.
Het stuk bestaat uit negen scènes van ongeveer 20 minuten die afgewisseld worden door kortere "knee plays", die zoals een knie twee grotere delen verbinden.
- Knee 1
- Train 1
- Trial 1
  - Entrance
  - Mr. Bojangles
  - All Men Are Equal

- Knee 2
- Dance 1
- Night Train
- Knee 3
- Trial 2

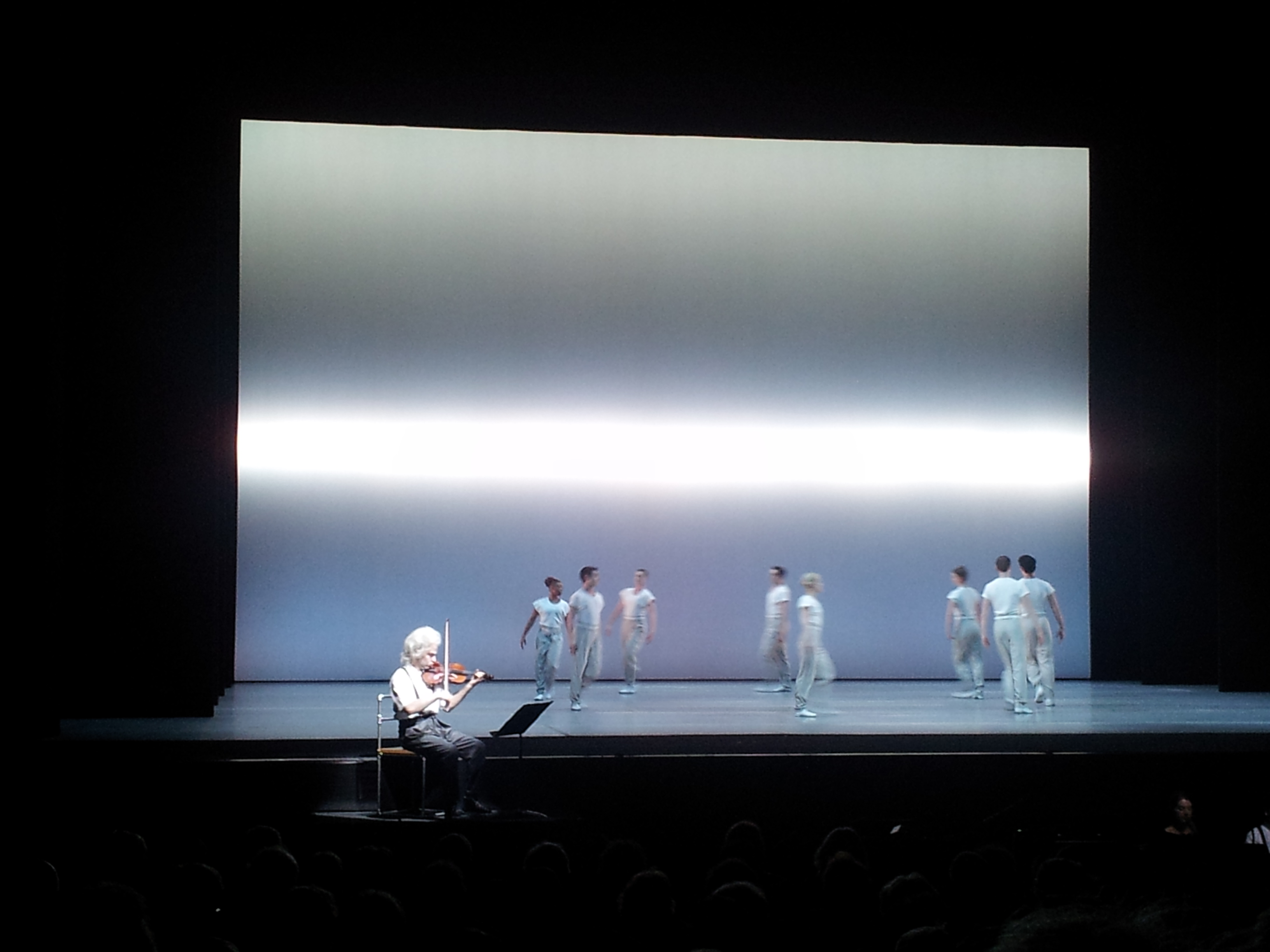
Toneelbeeld Einstein on the Beach (Muziektheater, Amsterdam, 10 januari 2013

  - Prematurely Air-Conditioned Supermarket
  - Ensemble
  - I Feel the Earth Move
- Dance 2
- Knee 4
- Building
- Bed
  - Cadenza
  - Prelude
  - Aria
- Spaceship
- Knee 5[13]